# Burn Gorman

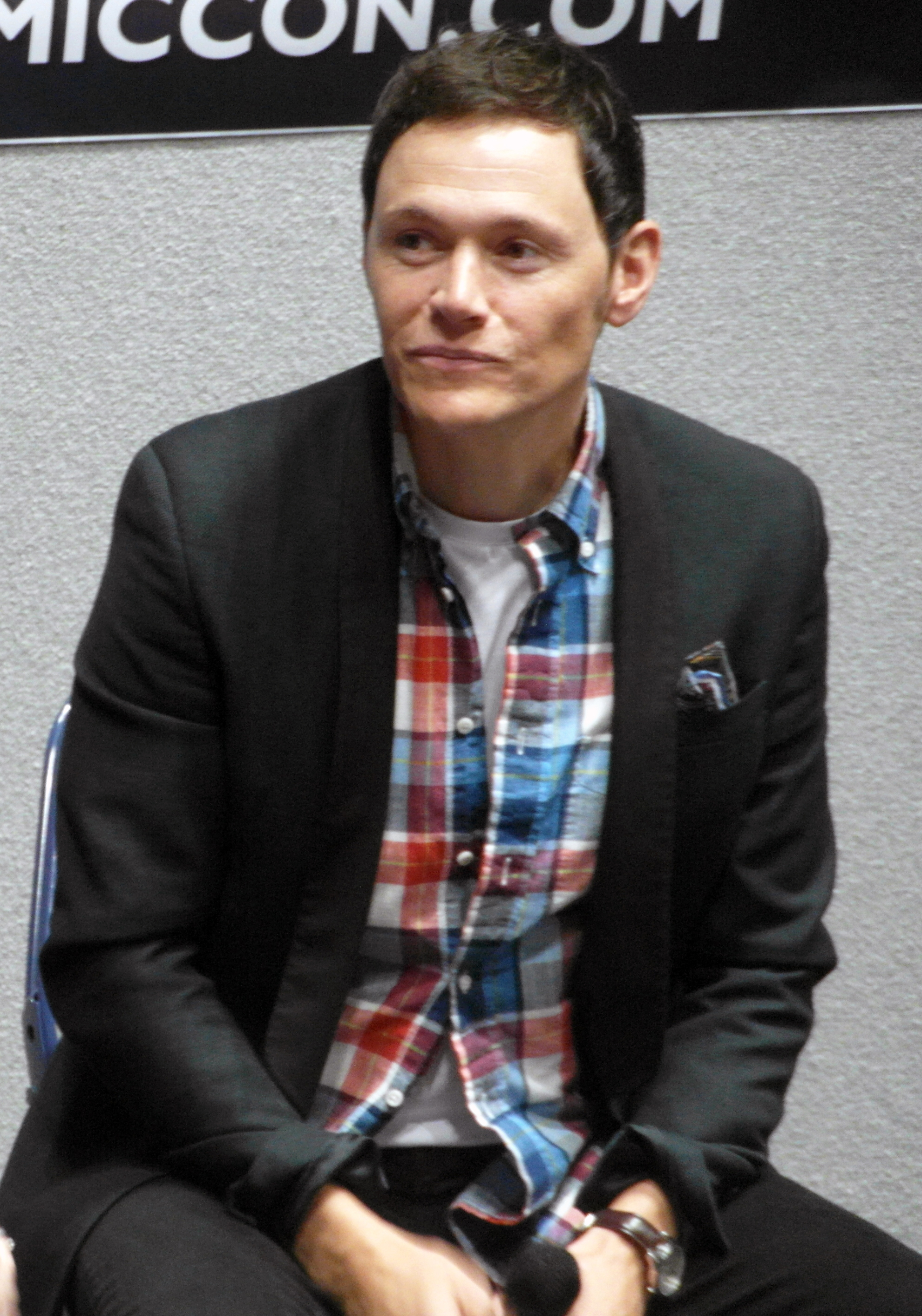
Burn Gorman (2014)

Burn Hugh Winchester Gorman (* 1. September 1974 in Hollywood, Kalifornien, Vereinigte Staaten) ist ein britischer Schauspieler.

## Leben
Burn Gorman wurde als Sohn britischer Eltern in Hollywood geboren. Sein Vater Thomas P. Gorman war zu dieser Zeit Gastprofessor für Sprachwissenschaften an der University of California, Los Angeles. Als Gorman sieben Jahre alt war, zog die Familie nach London, unter anderem wegen des bevorstehenden High-School-Eintritts seiner beiden ältesten Schwestern. Dort lebte er in einer Kommune ohne Fernseher und in recht „farbenfrohen Verhältnissen“, bis er 16 Jahre alt war.
Gorman hat drei ältere Schwestern. Da seine Eltern häufig den Wohnort wechselten, wurden die Kinder an den verschiedenen Orten geboren.
Heute lebt Gorman mit seiner Frau Sarah, von Beruf Lehrerin, und den gemeinsamen drei Kindern zusammen. Ihr erstes Kind, ein Sohn, wurde am 8. Juni 2006 während des Drehs der Torchwood-Episode Ghost Machine im Cardiffer Heath Hospital geboren und ihre Tochter kam am 25. Januar 2009 in London zur Welt. Im September 2014 folgte dann eine weitere Tochter.
Vor seiner Karriere als Schauspieler arbeitete er als Hilfskraft in Luxushotels. Mit der Schauspielerei kam er im Alter von etwa 20 in Berührung. Als er für einige Zusatzqualifikationen im Hotelbusiness zurück ans College musste, zog er zu seinen Eltern, die inzwischen von London in die Nähe von Stratford-upon-Avon gezogen waren.
Gorman neigt besonders zu Historienverfilmungen und den sogenannten period drama. Ein Ursprung für sein Interesse, gerade auch für klassische Literatur, liegt in seiner Kindheit, in der er, anstatt mit Fernsehen, mit ebendieser großgezogen wurde.

## Musik
Gorman bezeichnet die Musik vor allem als ein Hobby im Vergleich zum Schauspiel, das seine „erste Liebe“ sei („Music’s just a hobby. Acting’s my first love.“).
Obwohl Gorman als Sänger Tim Timothy in der BBC-Serie Funland tatsächlich in einer Folge sang und auch als Bill Sikes 2009 in Cameron Mackintoshs West-End-Revival des Musicals Oliver! auftrat (welches er aus privaten Gründen verfrüht nach zehn Monaten verließ), so ist er doch nicht von seinem Gesangstalent überzeugt.
Das von Sikes aufgeführte Lied, My Name, erforderte zu Gormans Glück eher einen Sprechgesang, sodass er sich „hindurchgrummeln“ konnte. Dennoch war Gorman für diese Rolle bei den WhatsOnStage Awards 2010 als „Bester Nebendarsteller in einem Musical“ nominiert, verlor allerdings gegen Rowan Atkinson, welcher Fagin im gleichen Musical verkörperte.
Beatboxing ist Gormans vorrangige musikalische Tätigkeit. Er war Teil der Beatbox-Gruppe Drool Skool, bestehend aus ihm als B.B. Burn (ein Spitzname, den sich seine Freunde für ihn ausdachten; einerseits kommt er von Beatbox Burn, andererseits von Burn Baby Burn), A-Plus (Alex Tew; auch bekannt als späterer Gründer der Million Dollar Homepage), Shlomo (Simon Shlomo Kahn; derzeit sehr erfolgreicher, innovativer und im Southbank Centre wohnhafter Beatboxer) und DukeBox. Alleine erlangte er 2003 den Titel des BBC 1Xtra Human Beatbox Champion. Derzeit ist Gorman als Beatboxer nicht mehr öffentlich aktiv.
Gorman ist jedoch nicht nur selbst Musiker, sondern auch ein leidenschaftlicher Fan von Musik. So besitzt er nach eigenen Angaben eine chaotische Ansammlung von über viertausend Schallplatten und CDs, die sich von Funkadelic über Neil Young, The Specials, Richard Hawley, Rufus Wainwright und viele andere erstreckt. Als er für das Programmheft von Oliver! befragt wurde, was seine zuletzt gekaufte CD sei, antwortete er sichtlich begeistert mit Elbows The Seldom Seen Kid.

## Schauspiel
Gorman besuchte die Manchester Metropolitan School of Theatre, wo er 1997 den Bachelor-Abschluss im Fach Theatre Arts (Acting) erreichte. Die Universität führt ihn als bemerkenswerten Alumnus im Bereich der Künste. Gorman selbst bezeichnet sich als character actor.
Während Gorman für einige größere Rollen bekannt ist, fallen auch viele kürzere Auftritte als Nebencharaktere auf an der Seite u. a. von Christopher Nolan (The Dark Knight Rises) und Guillermo del Toro.
Bekanntheit erlangte er vor allem durch seine Rollen in der BBC-Adaption von Charles Dickens’ Bleak House (2005), in der er die Rolle des William Guppy verkörperte sowie als Mediziner Dr. Owen Harper in den ersten beiden Staffeln der Serie Torchwood (2006–2008). Während er seinen großen Durchbruch durch Bleak House erlebte, war es diese Rolle, welche ausschlaggebend für sein Casting als Dr. Owen Harper war. Andere Seriencharaktere, die er verkörperte, beinhalten Tim Timothy in BBCs Funland (2005), sowie Hindley Earnshaw in der zweiteiligen ITV-Adaption von Emily Brontës Sturmhöhe (2009). Während letztere insgesamt viel Kritik erhielt, wurde Gorman für seine Darstellung gelobt. Gastauftritte hatte er unter anderem in Coronation Street (1998, seine erste Fernsehrolle) und EastEnders (2007).
Früh im Kino zu sehen war Gorman unter anderem als Gauner Gazza in Layer Cake an der Seite Daniel Craigs, in Penelope mit Peter Dinklage, sowie in The Oxford Murders als Yuri Podorov, Student und Zimmergenosse des von Elijah Wood gespielten Martins. Michael Gambon, welcher ebenfalls in Layer Cake erschien, gehört zusammen mit Tommy Lee Jones zu Gormans Vorbildern.
Außer in Serien und Filmen spielte Gorman, vor allem in seiner früheren Karriere, auch immer wieder in Theaterproduktionen mit. Theaterstücke, an denen er beteiligt war, umfassen unter anderem Ladybird, Flush, The Green Man und Gong Donkeys. Für seine Leistungen in letzterem bezeichnete ihn Michael Billington, bekannter Theaterkritiker des Guardian, 2004 als einen der besten Jungschauspieler Britanniens.
Auch war er als Erzähler in Simon Armitages Southbank-Centre-Produktion von Peter und der Wolf tätig, die einen Mix aus Animationsfilm, Live-Orchester und real auftretendem Erzähler (Gorman) darstellte und Ende Dezember 2009 vorrangig für Kinder aufgeführt wurde.
Im Frühjahr 2011 spielte Gorman in der sechsteiligen Fernseh-Adaption von Martina Coles Roman Runaway eine wiederkehrende Rolle. Die Serie lief auf Sky 1 und wurde zum Teil bis 2010 in Südafrika gedreht. Des Weiteren war er im Sommer 2011 in der ersten Staffel der BBC-Serie The Hour zu sehen, in der er den verdächtig erscheinenden Tom Kish spielt.
Lange Zeit unveröffentlicht war Gormans Film Up There (ehemals Laid Off), in dem er die Hauptrolle spielt. Der Film wurde ab Juni 2010 in Glasgow gedreht und ist Zam Salims erweiterte Adaption seines preisgekrönten Kurzfilms Laid Off aus dem Jahr 2006. Nachdem die BBC 2010 die Rechte an dem Film erworben hatte, wurde er nach längeren Nachdreharbeiten auf dem Internationalen Filmfestival Mannheim-Heidelberg im November 2011 uraufgeführt. Der Film wurde im November 2011 im Vereinigten Königreich veröffentlicht. Up There gewann unter anderem den British Academy Scotland Award 2012 (schottische BAFTAs) in der Kategorie „Bester Feature-Film“.
Neben dieser Indieproduktion war Gorman auch in Blockbustern zu sehen. So hatte er eine Nebenrolle in Rowan Atkinsons Johnny English-Fortsetzung Johnny English – Jetzt erst recht! als Slater. Atkinson und Gorman waren sich bereits aus dem Musical Oliver! bekannt, in dem Atkinson Fagin neben Gormans Bill Sikes verkörperte. In The Dark Knight Rises (2012) verkörperte Gorman Phillip Stryver, den Assistenten des von Ben Mendelsohn gespielten John Daggett. 2013 war Gorman erneut in mehreren Film- und Fernsehrollen zu sehen; so spielte er unter anderem neben Doctor-Who-Star David Tennant in der BBC-Four-Produktion Die Spione von Warschau mit, sowie in der dritten und vierten Staffel der HBO-Fantasyserie Game of Thrones, in der er Karl Tanner, ein Mitglied der Nachtwache, verkörperte. Im Kino war er schließlich als Dr. Hermann Gottlieb im Film Pacific Rim zu sehen.
In der AMC-Serie Turn: Washington’s Spies (ehemals TURN), die im Amerikanischen Unabhängigkeitskrieg spielt, verkörpert er neben Hauptdarsteller Jamie Bell den loyalistischen Major Edmund Hewlett. Während die Serie auf realen Geschehnissen um den Culper Ring, Amerikas ersten Spionagering, basiert, ist Gormans Charakter nicht nur dem realen Major Richard Hewlett nachempfunden, sondern weist auch Elemente anderer historischer Soldaten der loyalistischen Seite auf. Sein abweichender Vorname Edmund weist auf die weiträumige Fiktivität seines Charakters hin.
Eine weitere zentrale Rolle erhielt Gorman in der US-amerikanischen Fernsehserie Forever.

## Filmografie
Spielfilme
- 2001: Love Is Not Enough
- 2002: A Good Thief (Fernsehfilm)
- 2004: Layer Cake

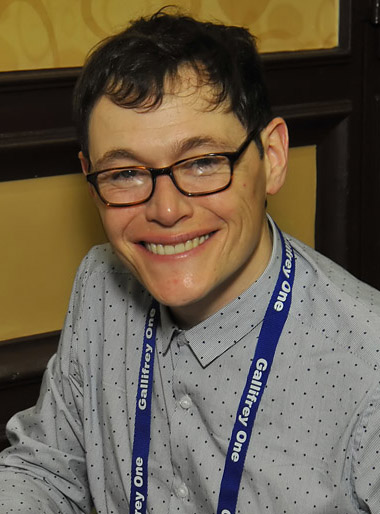
Gorman (2015)

- 2005: Colour Me Kubrick: A True…ish Story
- 2005: Ein Trauzeuge zum Verlieben (The Best Man)
- 2006: Penelope
- 2006: Low Winter Sun (Fernsehfilm)
- 2007: Agatha Christie’s Marple – Tödlicher Irrtum (Ordeal by Innocence, Fernsehfilm)
- 2007: Sex, the City and Me (Fernsehfilm)
- 2007: Die Gebrüder Weihnachtsmann (Fred Claus)
- 2008: Oxford Murders (The Oxford Murders)
- 2008: The Curse of Steptoe
- 2010: Cemetery Junction
- 2011: Johnny English – Jetzt erst recht! (Johnny English Reborn)
- 2011: Up There
- 2012: The Dark Knight Rises
- 2012: Red Lights
- 2013: The Other Man (Kurzfilm)
- 2013: Jimi: All Is by My Side (Fernsehfilm)
- 2013: Unter Feinden – Walking with the Enemy (Walking with the Enemy)
- 2013: Pacific Rim
- 2014: Low Down
- 2014: Die Coopers – Schlimmer geht immer (Alexander and the Terrible, Horrible, No Good, Very Bad Day)
- 2015: Crimson Peak
- 2016: Imperium
- 2016: In a Valley of Violence
- 2018: Pacific Rim: Uprising
- 2020: Unser Mann in Amerika (Vores mand i Amerika)
- 2020: Enola Holmes
- 2022: Watcher
- 2022: Guillermo del Toros Pinocchio (Guillermo del Toro’s Pinocchio, Sprechrolle)
- 2023: Ghosted
- 2023: Die Tribute von Panem – The Ballad of Songbirds and Snakes (The Hunger Games: The Ballad of Songbirds and Snakes)
- 2024: Lift
- 2024: Beetlejuice Beetlejuice

Fernsehserien
- 1998: Coronation Street (Seifenoper, 3 Episoden)
- 2000: Casualty (Episode 14x25)
- 2001: Mersey Beat (Episode 1x03)
- 2005: Inspector Lynley (The Inspector Lynley Mysteries, Episode 4x01)
- 2005: Funland (3 Episoden)
- 2005: Bleak House (11 Episoden)
- 2006: Dalziel and Pascoe (Episoden 10x09–10x10)
- 2006–2008: Torchwood
- 2007: EastEnders (Seifenoper, eine Episode)
- 2008: Bonekickers (Episode 1x05)
- 2009: Emily Brontës Sturmhöhe (Wuthering Heights, Miniserie)
- 2011: Lark Rise to Candleford (Episode 4x03)
- 2011: The Runaway (6 Episoden)
- 2011: The Hour (3 Episoden)
- 2013: Die Spione von Warschau (Spies of Warsaw, Miniserie)
- 2013: Revenge (4 Episoden)
- 2013: It’s Always Sunny in Philadelphia (Episode 9x08)
- 2013–2014: Game of Thrones (4 Episoden)
- 2014–2015: Forever (12 Episoden)
- 2014–2017: Turn: Washington’s Spies (31 Episoden)
- 2015: The Man in the High Castle (2 Episoden)
- 2015: Und dann gabs keines mehr (And Then There Were None, Miniserie)
- 2016: Stan Lee’s Lucky Man (3 Episoden)
- 2017–2019: Jamestown (17 Episoden)
- 2019: The Expanse (10 Episoden)
- 2022: Halo (5 Episoden)
- 2022: The Offer (10 Episoden)

Videospiele
- 2009: Risen
- 2011: Star Wars: The Old Republic